# Публій Децій Мус (консул 279 року до н. е.)

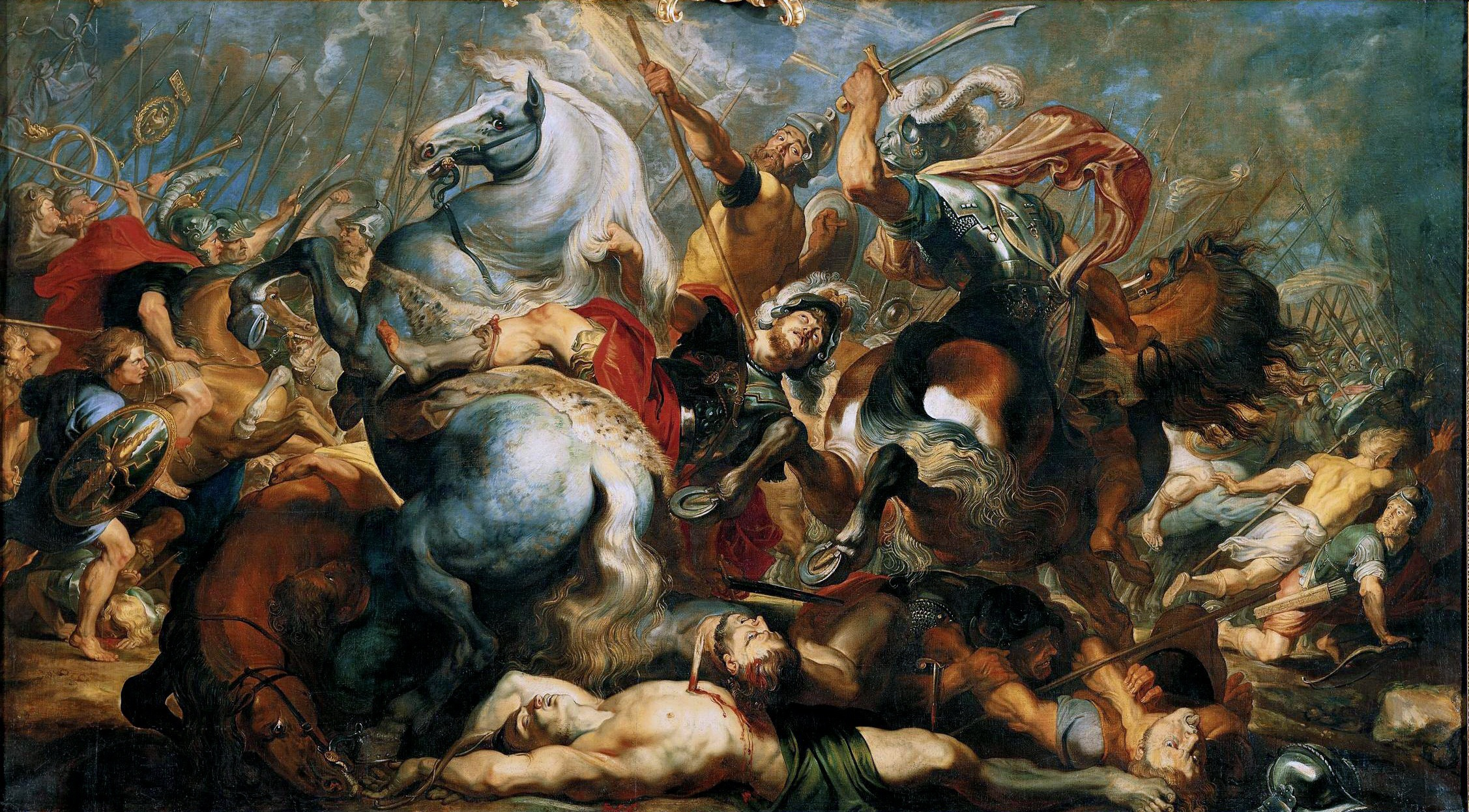
Публій Децій Мус. Битва при Аускулі

Публій Децій Мус (лат. Publius Decius Mus) — консул Стародавнього Риму 279 до н. е.

## Життєпис
Публій Децій походить з плебейського роду Деціїв, його батьком був Публій Децій Мус, консул 312  до н. е.
У 279 до н. е.. Публій Децій разом зі своїм колегою Публієм Сульпіцієм Саверріоном воював проти Пірра, який вторгнувся в Італію, в битві при Аускулі. Ще до початку битви Децій мав намір принести себе в жертву під час битви, як зробили його батько і дід, заради перемоги над ворогом. Однак, Пірр віддав наказ своїм воїнам не вбивати Деція, а, навпаки, взяти його живим, щоб згодом стратити. Цицерон в одному зі своїх творів відзначає, що Публій Децій був убитий в бою, повторивши долю батька й діда. Однак, в іншому творі він згадує тільки двох Деціїв, які пожертвували собою заради перемоги. Також незрозумілим залишається результат битви, в якій Децій брав участь. Ієронім з Кардії відзначає, що перемога залишилася за Пірром, Діонісій Галікарнаський вказує на те, що жодна зі сторін не домоглася успіху, римські ж джерела віддають перемогу римській армії.
Як повідомляє Аврелій Віктор, Публій Децій брав участь у придушенні змови колишніх рабів, відпущених на волю своїми господарями, в етруському місті Вольсініі. З багатьма з них він розправився, інших повернув у рабство колишнім господарям. Однак, інші джерела приписують похід проти Вольсіній консулу 265 до н. е. Квінту Фабію Максиму Гургіту, загиблому при облозі міста.